# Racing FC Union Luksemburg
Racing FC Union Luxembourg − klub piłkarski, mający swoją siedzibę w mieście Luksemburg, występujący na co dzień w luksemburskiej 1. lidze.

## Historia
Klub powstał w 2005 roku w wyniku fuzji trzech klubów z miasta Luksemburg: Spory Luksemburg, Unionu Luksemburg oraz CS Alliance 01. Od chwili powstania występuje on bez przerwy w 1. lidze Luksemburga (po zakończeniu sezonu 2004/05 Alliance utrzymała się w pierwszej lidze, a Spora i Union zaliczyli spadek z ligi). Największym sukcesem klubu do tej pory jest wicemistrzostwo tego kraju, wywalczone w sezonie 2007/2008. Sukces ten pozwolił Racingowi FC Union wystąpić w rozgrywkach Pucharu UEFA w sezonie 2008/2009. Przegrali oni jednak oba mecze 1. rundy kwalifikacyjnej tych rozgrywek ze szwedzkim Kalmar FF, 0:3 u siebie i 1:7 na wyjeździe.
W 2018 r. klub zdobył Puchar Luksemburga pokonując po rzutach karnych US Hostert.

## Sukcesy

### Trofea międzynarodowe
| \| \| Zdobyte trofea w rozgrywkach międzynarodowych (stan na: 31-05-2012) \| |                                                                     |      |          |
| Rozgrywki                                                                    | Osiągnięcie                                                         | Razy | Sezon(y) |
| · Liga Europy · (Puchar UEFA)                                                | zdobywca                                                            | 0    |          |
| · Liga Europy · (Puchar UEFA)                                                | finalista                                                           | 0    |          |
| · Liga Europy · (Puchar UEFA)                                                | I runda kw.                                                         | 1    | 2008/09  |
| FIFA                                                                         | Zdobyte trofea w rozgrywkach międzynarodowych (stan na: 31-05-2012) |      |          |

### Trofea krajowe
| \| \| Zdobyte trofea w rozgrywkach Luksemburga (stan na: 18-08-2018) \| |                                                                |      |            |
| Rozgrywki                                                               | Osiągnięcie                                                    | Razy | Sezon(y)   |
| Mistrzostwo                                                             | I miejsce                                                      | 0    |            |
| Mistrzostwo                                                             | II miejsce                                                     | 1    | 2008       |
| Mistrzostwo                                                             | III miejsce                                                    | 0    |            |
| Puchar                                                                  | zdobywca                                                       | 2    | 2018, 2022 |
| Puchar                                                                  | finalista                                                      | 0    |            |
| Puchar                                                                  | półfinalista                                                   | 2    | 2006, 2011 |
| Luksemburg                                                              | Zdobyte trofea w rozgrywkach Luksemburga (stan na: 18-08-2018) |      |            |

## Stadion
Klub rozgrywa swoje mecze domowe na stadionie Achille Hammerel w Luksemburgu, który może pomieścić 5,814 widzów.

## Europejskie puchary
Legenda do wszystkich tabel:
- Q – runda eliminacyjna, 1/16, 1/8, 1/4, 1/2 – odpowiednia faza rozgrywek, Grupa – runda grupowa, 1r gr – pierwsza runda grupowa, 2r gr – druga runda grupowa, F – finał, R – runda, PO – play-off
- k. – rzuty karne, los. – losowanie, Dogr. – dogrywka, w. – zasada bramek strzelonych na wyjeździe

| Sezon   | Rozgrywki               | Runda | Przeciwnik         | Dom | Wyjazd | Ogólnie |
| ------- | ----------------------- | ----- | ------------------ | --- | ------ | ------- |
| 2008/09 | Puchar UEFA             | 1Q    | Kalmar FF          | 0–3 | 1–7    | 1–10    |
| 2018/19 | Liga Europy             | 1Q    | Viitorul Konstanca | 0–2 | 0–0    | 0–2     |
| 2021/22 | Liga Konferencji Europy | 1Q    | Breiðablik         | 2–3 | 0–2    | 2–5     |
| 2022/23 | Liga Konferencji Europy | 2Q    | FK Čukarički       | 1–4 | 0–4    | 1–8     |
| 2025/26 | Liga Konferencji        | 1Q    | Dila Gori          | 1–2 | 0–1    | 1–3     |